# Первая лига Китая по футболу 2015
Первая лига Китая по футболу 2015 — 12-й сезон после основания Первой лиги Китая. Сезон проходил с марта до конца октября. В розыгрыше приняло участие 16 команд.

## Изменения в составе участников

### Повышение и понижение в классе
Повышение в классе получили команды «Чунцин Лифань» и «Шицзячжуан Юнчан», занявшие первое и второе места в сезоне 2014 Первой лиги.
Эти команды заменили «Далянь Аэрбин» и «Харбин Итэн», занявшие два последних места по итогам розыгрыша Суперлиги 2014 года.
Две команды прекратили существование. Ими стали «Шэньян Чжунцзе» и «Шэньси Учжоу».
С учетом прекративших существование команд во вторую лигу отправился клуб «Чэнду Блейдс».
В свою очередь повышение в классе получили три команды второй лиги: «Цзянси Ляньшэн», «Нэй Мэнгу Чжунъю» и «Гуйчжоу Чжичэн Торо».

## Изменение названий клубов
- В декабре 2014 года клуб «Гуандун Жичжицюань» переехал в Сиань и стал называться «Шэньси Учжоу».[1]
- В декабре 2014 года клуб «Пекин Баси» сменил название на «Пекин Энтерпрайзес Холдингс».[2]
- В январе 2015 года клуб «Тайюань Чжунъю Цзяъи» переехал в Хух-Хото и стал называться «Нэй Мэнгу Чжунъю».[3]
- В январе 2015 года клуб «Шэньчжэнь Руби» сменил название на ФК «Шэньчжэнь».[4]
- В январе 2014 года «Хэбэй Чжунцзи» переехал в Циньхуандао и стал называться «Хэбэй Чайна Форчун».

## Сведения о командах

### Основная информация
| Клуб                        | Главный тренер         | Город     | Стадион                             | Вместимость | Место в сезоне 2013 |
| --------------------------- | ---------------------- | --------- | ----------------------------------- | ----------- | ------------------- |
| Далянь Аэрбин ↓Суперлига    | Микаэл Стахре          | Далянь    | Спортивный центр Даляня             | 61,000      | Суперлига, 15-е     |
| Харбин Итэн ↓Суперлига      | Дуань Синь (и.о.)      | Харбин    | Харбинский спортивный центр         | 50,000      | Суперлига, 16-е     |
| Ухань Чжоэр                 | Чжэн Бинь              | Ухань     | Спортивный центр Синьхуа Роад       | 32,137      | 3-е                 |
| Пекин Энтерпрайзес Холдингз | Александар Станоевич   | Пекин     | Стадион Олимпийского спорткомплекса | 36,228      | 4-е                 |
| Циндао Чжуннэн              | Томаш Кавчич           | Циндао    | Стадион Циндао Тяньхай              | 20,525      | 5-е                 |
| Хунань Биллоуз              | Чжан Сюй (и.о.)        | Иян       | Стадион Ияна                        | 30,000      | 6-е                 |
| Тяньцзинь Сунцзян           | Сунь Цзяньцзюнь (и.о.) | Тяньцзинь | Стадион Туаньбо (Тяньцзинь)         | 30,320      | 7-е                 |
| Шэньчжэнь                   | Ли Им Сэн              | Тяньцзинь | Бамбуковый Лес                      | 40,000      | 8-е                 |